# Haltérophilie aux Jeux olympiques d'été de 2012 - Plus de 75 kg femmes
Navigation
Pékin 2008 Rio de Janeiro 2016
L'épreuve des plus de 75 kg en haltérophilie des Jeux olympiques d'été de 2012 a lieu le 5 août dans le ExCeL de Londres.

## Médaillés
| Or        | Argent            | Bronze      |
| Zhou Lulu | Tatiana Kashirina | Jang Mi-ran |

## Calendrier
Toutes les heures sont en British Summer Time (UTC+1).
| Date                 | Heure   | Tour     |
| -------------------- | ------- | -------- |
| Dimanche 5 août 2012 | 15 h 30 | Groupe A |

## Résultats
L'arménienne Hripsime Khurshudyan, médaillée de bronze, est disqualifiée en 2016 suite la présence de substance interdites dans des échantillons prélevés lors des Jeux. La médaille de bronze revient donc à la sud-coréenne Jang Mi-ran.
| Rang                                | Athlète              | Pays         | Poids  | Arraché (kg) | Arraché (kg) | Arraché (kg) | Arraché (kg) | Épaulé-jeté (kg) | Épaulé-jeté (kg) | Épaulé-jeté (kg) | Épaulé-jeté (kg) | Total |
| Rang                                | Athlète              | Pays         | Poids  | 1            | 2            | 3            | Résultat     | 1                | 2                | 3                | Résultat         | Total |
| ----------------------------------- | -------------------- | ------------ | ------ | ------------ | ------------ | ------------ | ------------ | ---------------- | ---------------- | ---------------- | ---------------- | ----- |
| Médaille d'or, Jeux olympiques      | Zhou Lulu            | Chine        | 130.83 | 142          | 146          | 146          | 146          | 181              | 187              | 190              | 187 (RM)         | 333   |
| Médaille d'argent, Jeux olympiques  | Tatiana Kashirina    | Russie       | 102.31 | 144          | 149          | 151 (RM)     | 151          | 175              | 181              | 187              | 181              | 332   |
| Médaille de bronze, Jeux olympiques | Jang Mi-ran          | Corée du Sud | 118.07 | 120          | 125          | 139          | 125          | 158              | 164              | 170              | 164              | 289   |
| 4                                   | Nahla Ramadan        | Égypte       | 105.51 | 122          | 125          | 125          | 122          | 150              | 155              | 158              | 155              | 277   |
| 5                                   | Ele Opeloge          | Samoa        | 124.89 | 117          | 122          | 122          | 117          | 145              | 150              | 155              | 150              | 267   |
| 6                                   | Sarah Robles         | États-Unis   | 124.35 | 114          | 118          | 120          | 120          | 144              | 145              | 145              | 145              | 265   |
| 7                                   | Oliba Nieve          | Équateur     | 97.43  | 113          | 117          | 120          | 117          | 138              | 138              | 142              | 138              | 255   |
| 8                                   | Mami Shimamoto       | Japon        | 105.90 | 103          | 107          | 110          | 110          | 138              | 143              | 146              | 143              | 253   |
| 9                                   | Holley Mangold       | États-Unis   | 157.04 | 105          | 105          | 110          | 105          | 135              | 140              | 140              | 135              | 240   |
| 10                                  | Astrid Camposeco     | Guatemala    | 88.52  | 87           | 91           | 93           | 93           | 112              | 115              | 117              | 115              | 208   |
| 11                                  | Luisa Peters         | Îles Cook    | 88.58  | 74           | 78           | 82           | 82           | 95               | 100              | 105              | 100              | 182   |
| 12                                  | Alberta Ampomah      | Ghana        | 78.53  | 70           | 70           | 73           | 73           | 97               | 97               | 101              | 101              | 174   |
| –                                   | Mariam Usman         | Nigeria      | 120.79 | 125          | 129          | 133          | 129          | 160              | 160              | 160              | —                | Abd   |
| DSQ                                 | Hripsime Khurshudyan | Arménie      | 87.58  | 124          | 128          | 132          | —            | 158              | 166              | 166              | —                | —     |